# Karlo Stipanić
Karlo Stipanić (ur. 8 grudnia 1941 w Crikvenicy) – chorwacki piłkarz wodny. W barwach Jugosławii dwukrotny medalista olimpijski.
Mierzący 183 cm wzrostu zawodnik w 1964 w Tokio wspólnie z kolegami zajął drugie miejsce. Cztery lata później znalazł się wśród mistrzów olimpijskich. Brał udział w IO 72. Dwukrotnie był brązowym medalistą mistrzostw Europy (1966 i 1970).